# Говард (Колорадо)
Говард (англ. Howard) — переписна місцевість (CDP) в США, в окрузі Фремонт штату Колорадо. Населення — 852 особи (2020).

## Географія
Говард розташований за координатами 38°24′35″ пн. ш. 105°50′33″ зх. д. / 38.40972° пн. ш. 105.84250° зх. д. (38.409752, -105.842407).  За даними Бюро перепису населення США в 2010 році переписна місцевість мала площу 43,36 км², уся площа — суходіл.

## Демографія
Згідно з переписом 2010 року, у переписній місцевості мешкали 723 особи в 366 домогосподарствах у складі 242 родин. Густота населення становила 17 осіб/км².  Було 518 помешкань (12/км²).
Расовий склад населення:
| - 96,1 % — білих - 0,8 % — корінних американців - 0,1 % — чорних або афроамериканців - 0,1 % — азіатів |

До двох чи більше рас належало 1,9 %. Частка іспаномовних становила 4,1 % від усіх жителів.
За віковим діапазоном населення розподілялося таким чином: 9,8 % — особи молодші 18 років, 59,8 % — особи у віці 18—64 років, 30,4 % — особи у віці 65 років та старші. Медіана віку мешканця становила 57,1 року. На 100 осіб жіночої статі у переписній місцевості припадало 108,4 чоловіків;  на 100 жінок у віці від 18 років та старших — 105,7 чоловіків також старших 18 років.
Середній дохід на одне домашнє господарство  становив 65 799 доларів США (медіана — 51 793), а середній дохід на одну сім'ю — 80 246 доларів (медіана — 61 953). За межею бідності перебувало 1,8 % осіб, у тому числі 0,0 % дітей у віці до 18 років та 2,7 % осіб у віці 65 років та старших.
Цивільне працевлаштоване населення становило 346 осіб. Основні галузі зайнятості: освіта, охорона здоров'я та соціальна допомога — 40,8 %, транспорт — 11,3 %, роздрібна торгівля — 10,7 %, науковці, спеціалісти, менеджери — 10,1 %.